# Gesäters kyrka
Gesäters kyrka är en kyrkobyggnad som sedan 2010 tillhör Dals-Eds församling (tidigare Gesäters församling) i Karlstads stift. Den ligger i Gesäters socken i Dals-Eds kommun.

## Kyrkobyggnaden
En träkyrka av okänd utformning fanns redan på medeltiden. Nuvarande korskyrka av trä uppfördes 1795.
Kyrkan har en stomme av liggtimmer och består av långhus med tresidigt kor i öster och torn i väster. Korsarmar sträcker sig ut från långhusets norra och södra sida.
Ingång finns vid vapenhuset i tornets nedervåning. Ytterligare en ingång finns vid ett litet vapenhus vid södra korsarmen.
Ytterväggarna är täckta med vitmålad stående panel. Taket är belagt med skiffer. Tornet har två takutsprång belagda med skiffer. Ovanför takutsprången finns en lanternin med en kopparklädd tornspira som kröns med ett kors.
Kyrkorummets tak har tunnvalv av trä.

## Inventarier

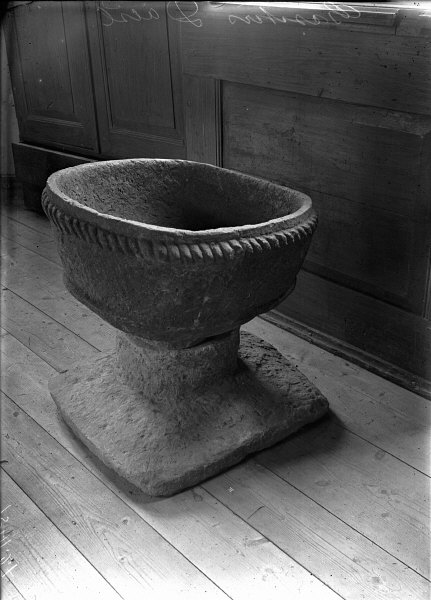
Dopfunten.

- Dopfunt av ljusgrå täljsten från 1200-talet. Höjd 79 cm i tre delar. Cuppan är nästan fyrkantig med en grov repstav längs den övre kanten och längs nederkanten en rundstav. År 1954 tillkom ett nytillverkat mellanstycke. Foten saknar ornament. Uttömingshål i funtens mitt.[1] Dopfunten är mycket lik den dopfunt som stod i Edsleskogs gamla kyrka som hittades vid utgrävningen 2020 och som sedan 2022 i restaurerat skick står i Edsleskogs kyrka.
- En madonnaskulptur är från början av 1200-talet.
- Altaruppsatsen i provinsiell barockstil är tillverkad 1730 av bildhuggare Nils Falk och målad 1734 av Abraham Habin.
- Predikstolen är tillverkad 1795.

### Orgel
På 1870-talet inköptes ett Harmonium.
- Kyrkans första piporgel byggdes 1964 av Starup & Søn, Köpenhamn och har mekanisk traktur och registratur.

| Manual C-g3 SV | Pedal C-d1 |
| Trægedagt 8'   | Bihängd    |
| Rørfløjte 4'   |            |
| Principal 2'   |            |
| Spidsoctav 1´  |            |
| Svaelle        |            |

- Orgeln såldes 2003 till privatperson. Mellan 2003 och 2021 användes en elorgel. År 2021 inköptes en orgel från Tryde kyrka i Lunds stift. Orgeln byggdes 1969 av Walter Thür Orgelbyggen till Alfta missionskyrka och såldes 1998 till Tryde kyrka. Orgeln sattes upp i Gesäters kyrka av Thomas Mocnic i Cerkelje i Slovenien och invigdes söndagen den 21 februari 2021.
- Disposition: Gedackt 8, Fugara 8, Koppelflöjt 4, Octava 2, Quinta 1 1/3, Subbas 16 (pedal).